# Synaptolaemus
Synaptolaemus es un género de peces de la familia Anostomidae y de la orden de los Characiformes.

## Especies
Actualmente hay dos especies reconocidas en este género:
- Synaptolaemus cingulatus (G. S. Myers & Fernández-Yépez, 1950)
- Synaptolaemus latofasciatus (Steindachner, 1910)